# Dume
Dume era una freguesia portuguesa del municipio de Braga, distrito de Braga.

## Historia
En la Hispania visigoda fue sede episcopal de la iglesia católica, sufragánea de la Archidiócesis de Braga, y comprendía una zona del norte de la antigua provincia romana de Gallaecia en la diócesis de Hispania.
Fue suprimida el 28 de enero de 2013, en aplicación de una resolución de la Asamblea de la República portuguesa promulgada el 16 de enero de 2013 al unirse con las freguesias de Real y Semelhe, formando la nueva freguesia de Real, Dume e Semelhe.